# بوبي غينتري
بوبي غينتري (بالإنجليزية: Bobbie Gentry)‏ هي مغنية ومغنية مؤلفة أمريكية، ولدت في 27 يوليو 1942 في مقاطعة تشيكاساو في الولايات المتحدة.

## وصلات خارجية
- الموقع الرسمي
- بوبي غينتري على موقع IMDb (الإنجليزية)
- بوبي غينتري على موقع روتن توميتوز (الإنجليزية)
- بوبي غينتري على موقع ميوزك برينز (الإنجليزية)
- بوبي غينتري على موقع إن إن دي بي (الإنجليزية)
- بوبي غينتري على موقع أول ميوزيك (الإنجليزية)
- بوبي غينتري على موقع ديسكوغز (الإنجليزية)
- بوبي غينتري على موقع قاعدة بيانات الفيلم (الإنجليزية)